# Teeatta driesseni
Espèce
Teeatta driesseni est une espèce d'araignées aranéomorphes de la famille des Macrobunidae.

## Distribution
Cette espèce est endémique de Tasmanie en Australie. Elle se rencontre vers le lac Saint Clair.

## Description
La carapace du mâle holotype mesure 3,9 mm de long sur 2,8 mm et l'abdomen 3,6 mm de long sur 2,3 mm. La carapace de la femelle paratype mesure 4,7 mm de long sur 3,0 mm et l'abdomen 4,4 mm de long sur 2,8 mm. Les mâles mesurent de 6,7 à 8,4 mm et les femelles de 8,1 à 9,4 mm.

## Systématique et taxinomie
Cette espèce a été décrite par Davies en 2005.

## Étymologie
Cette espèce est nommée en l'honneur de Michael Driessen.

## Publication originale
- Davies, 2005 : « Teeatta, a new spider genus from Tasmania, Australia (Amaurobioidea: Amphinectidae: Tasmarubriinae). » Memoirs of the Queensland Museum, vol. 50, p. 195-199.